# 千葉三郎
千葉 三郎（ちば さぶろう、1894年（明治27年）1月25日 - 1979年（昭和54年）11月29日）は、大正-昭和期の政治家。
宮城県知事、労働大臣のほか、東京農業大学学長も務めた。

## 来歴・人物
1894年（明治27年）、千葉県茂原市に生まれた。錦城中学、一高を経て、1919年（大正8年）東京帝国大学仏法科を卒業後、三菱鉱業（現・三菱マテリアル）に入社するも、ほどなくして退職し、米国プリンストン大学に留学、石油業を学んだ。同大大学院を修了し、1922年（大正11年）に帰国。
帰国後は当時の鐘紡社長・武藤山治の片腕となり、大日本実業組合連合会理事に就任した。1925年（大正14年）、旧千葉2区における衆議院補欠選挙に、武藤が会長を務める実業同志会から立候補、初当選した。1928年（昭和3年）に再選され、戦前・戦後を合わせて通算12回当選した。
1932年（昭和7年）、政界を離れて 時事新報社重役に就任、芦田均、津田信吾、石山賢吉らと親交を持った。1932年（昭和7年）、武藤が社長を務めていた「南米拓殖会社」に取締役として入社、ブラジル・アマゾン開拓事業に従事した。1934年（昭和9年）には、早川石油（後の昭和シェル石油→出光興産）専務になり、1938年（昭和13年）には日本油化工業を設立して人造石油の開発に着手、1943年（昭和18年）には日本硫鉄社長に就任するなど一貫して石油・エネルギー関連事業に従事。そのかたわら昭和産業の引きで、一時期昭和傘下の相模鉄道社長(1939年 - 1941年)を務めている。
1945年（昭和20年）5月、工業技術院次長に就任したが、終戦直後に辞任した。千葉は同年9月、当時の内閣総理大臣・東久邇宮稔彦王に建白書を提出、国家再建政策を示すとともに、「地方自治に有能な人材を廻すべき」、「私の如きも千葉県知事なら勤まります」と自薦した。同年10月には、幣原内閣の内務大臣・堀切善次郎より、「米軍部隊が多く駐留しているため、米国留学や海外視察の経験があり、英語のできる知事が必要」との理由から宮城県知事への就任を要請され、同年11月3日に仙台市に着任した。就任後の施政方針演説において千葉は、「自主能動の民主的経営」と「民間公開主義」という所信を表明した。また、このとき秘書課長兼調査課長に据えるために連れて行ったのが、後に法務大臣となる後藤正夫であった。1947年（昭和22年）、初の知事公選が実施されたが当選し、1948年（昭和23年）12月まで宮城県知事職に留まった。
1949年（昭和24年）、第24回衆議院議員総選挙旧宮城1区にて民主党から立候補し当選した。翌1950年、民主党幹事長となった。次の1952年総選挙からは選挙区を出身地の旧千葉3区に移し、1954年（昭和29年）に組閣された第1次鳩山内閣には労働大臣として入閣した。1955年（昭和30年）の保守合同により自由民主党結成に参加。
保守合同後は岸信介派-福田赳夫派に所属した。1956年（昭和31年）には産業計画会議委員（議長・松永安左ヱ門）に就任。労働大臣退任後は1955年（昭和30年）から1959年（昭和34年）まで東京農業大学の学長も務め、また当時の鐘紡社長・武藤絲治（武藤山治の次男）に請われ、1965年（昭和40年）から1974年（昭和49年）まで鐘紡の監査役を務めた。1960年には青木一男・木村篤太郎らとともに右派議員グループ「素心会」を結成し、代表世話人となるなど、自民党タカ派議員のリーダーとなり、改憲、自主防衛力の増強、戦後教育の刷新などを熱心に主張し続けた。また、治安対策特別委員会の委員長を務め、治安の確立にも腐心した。
1976年（昭和51年）に石橋一弥に地盤を譲って政界を引退した後は、ブラジルに燃料アルコールの原料となる熱帯イモ「マンジョカ」の栽培地をつくる計画に熱中したが、1979年（昭和54年）11月29日、メキシコシティにて客死した。

## 栄典
- 1965年（昭和40年）4月29日 - 勲一等瑞宝章[4]
- 1975年（昭和50年）4月29日 - 勲一等旭日大綬章[5]

## エピソード
千葉市長の荒木和成の差止めにより頓挫していた新東京国際空港（現・成田国際空港）への航空燃料輸送用パイプラインについて、「千葉県の発展に寄与するところ大な空港建設に反対するとは、もってのほか。保守が圧倒的に強い千葉3区にパイプラインを通せ」と、木更津-東金-成田のルートを提案したが、距離があまりにも遠大であるため実現しなかった。